# Zooplàncton

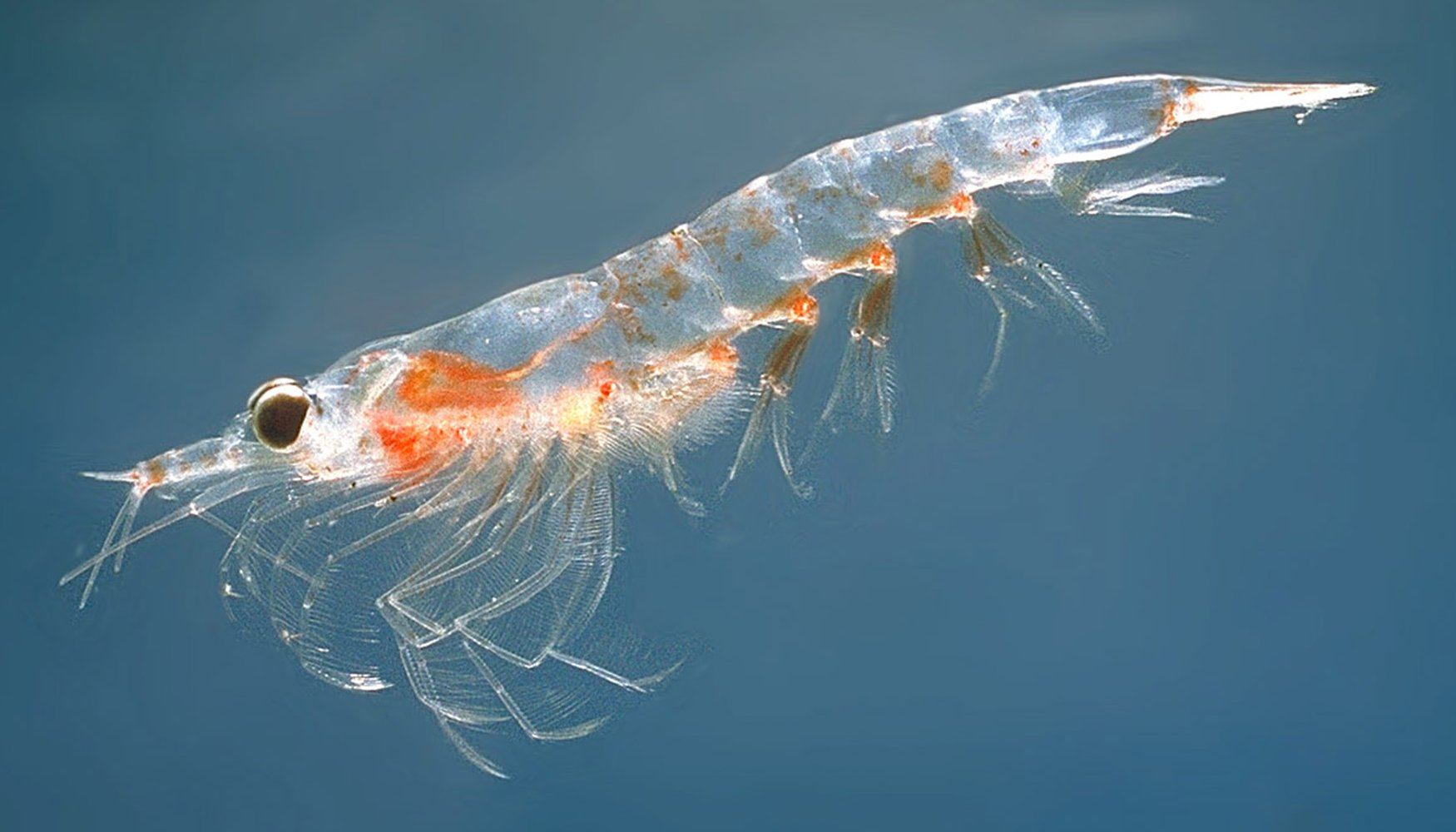
Un eufausiàci

Tradicionalment, s'ha dividit a la comunitat planctònica en fitoplàncton o plàncton vegetal i en zooplàncton o plàncton animal.
Es denomina zooplàncton a la fracció del plàncton constituïda per éssers que s'alimenten de matèria orgànica ja elaborada per ingestió. Està constituït per protozous, és a dir, protistes diversos, fagotrofs que engloben l'aliment fagocitant-lo. També per larves d'animals més grans, com esponja, cucs, equinoderms, mol·luscs o crustacis, i d'altres artròpodes aquàtics, així com formes adultes de menuda grandària de crustacis —com copèpods o cladòcers—, rotífers, i fases juvenils de peixos (alevins).
Són heteròtrofs que en la cadena tròfica ocupen les primeres posicions de consumidors, alimentant-se dels productors primaris (components del fitoplàncton), d'organismes descomponedors, com bacteris, o d'altres components del zooplàncton. Alguns s'alimenten de residus orgànics particulats.
En molts casos els integrants del zooplàncton guarden una gran proximitat sistemàtica amb altres del fitoplàncton, de vegades fins i tot són del mateix gènere. Moltes algues unicel·lulars flagel·lades simultanegen o alternen la fotosíntesi amb la ingestió d'aliments orgànics.